# Arken (församling)
Arken är en fristående frikyrkoförsamling som ligger i Kungsängen i Stockholms län. 
De har regelbundna gudstjänster och inriktar sig mycket på själavård och helbrägdagörelse.
Församlingens pastorer är makarna Gunnar Bergling och Linda Bergling. Församlingen har en bibelskola och bedriver även mission i olika länder. Församlingen har omkring 400 medlemmar och har en lokal som rymmer 1200 personer. Arken bedriver en rad av olika verksamheter för alla åldrar: lovsång, musikproduktioner, TV-sändningar, ungdomskvällar och barnkyrka är några av dessa.